# اتو پینه
اُتو پینه (آلمانی: Otto Piene; ۱۸ آوریل ۱۹۲۸ – ۱۷ ژوئیهٔ ۲۰۱۴) یک مجسمه‌ساز، و نقاش اهل آلمان بود. او در شهرهای دوسلدرف و گروتون ایالت ماساچوست زندگی و کار می‌کرد.

اُتو پینه در سال ۱۹۲۸ در شهر باتلاسفه در ایالت نوردراین وستفالن آلمان به دنیا آمد و در شهر لوبک بزرگ شد. بین سالهای ۱۹۴۹ تا ۱۹۵۳ او در آکادمی هنر مونیخ و آکادمی هنر دوسلدورف مشغول به تحصیل رشته نقاشی و هنر بود. او در مؤسسه مُد در شهر دوسلدورف آلمان مدرس بود. از سال ۱۹۵۲ تا سال ۱۹۵۷ او مشغول تحصیل در رشته فلسفه در دانشگاه کلن بود.

او از سال ۱۹۶۴ به عنوان پروفسور مهمان در دانشگاه پنسیلوانیا دعوت به کار شد. از سال ۱۹۶۸ تا ۱۹۷۱ نفر اول مرکز مطالعات پیشرفته دیداری (CAVS) در دانشگاه MIT که به وسیله گیورگی کِپِس تأسیس شده بود. در سال ۱۹۷۲ او به مقام پروفسور هنرهای محیطی در دانشگاه MIT رسید. در سال ۱۹۷۴ او موفق شد در مقابله با کپس به مقام ریاست مرکز مطالعات پیشرفته دیداری MIT برسد. جایگاهی که تا سپتامبر ۱۹۹۳ در آن باقی ماند.

در سال ۲۰۰۸ او به همراه گونتا اویکا، هاینز ماک و ماتیاس ویسا بنیاد بین‌المللی ZERO را تأسیس کرد. این بنیاد آرشیوهای سه هنرمند دوسلدورفی و هنرمندان مرتبط را در بر می‌گیرد.

پینه در ۱۷ ژوئیه ۲۰۱۴ وقتی که در تاکسی در راه گالری ملی جدید برلین بود درگذشت. او در حال تدارک مجموعه Sky Art Event برای نشنال گالری بود.

بازماندگان او عبارتند از همسرش، الیزابت گولدرینگ که شاعر و هنرمند است و در سنتر بیم کار می‌کند و چهار فرزند و یک دخترخوانده و پنج نوه.

## نمایش آثار در ایران
برخی از آثار اتو پینه در اسفند ۱۳۹۳ در موزه هنرهای معاصر تهران به نمایش گذاشته شد. برخی از آثار اتوپینه الهام گرفته از معماری ایرانی بود. اتوپینه علاقه‌مند به برگذاری آثارش در تهران بود ولی هفت ماه قبل از رونمایی آثارش در تهران، درگذشت.